# Пневматичний транспорт
Пневмати́чний тра́нспорт (рос. пневматический транспорт, англ. pneumatic transport; нім. Druckluftförderung f, pneumatischer Transport m) — переміщення в трубах насипних вантажів у зваженому стані в струмені повітря (або іншого газу), а також контейнерів під дією перепаду тиску. Різновиди пристроїв пневматичного транспорту: нагнітальні, всмоктувальні і змішані.

## Історія
Пневматичний транспорт належить до трубопровідних, історія якого сягає на понад 2000 років у минуле. Наприклад, у Стародавньому Римі здійснювали водопостачання й водовідведення за допомогою глиняних і свинцевих труб, у той час, як у Стародавньому Китаї транспортували природний газ за допомогою бамбукових труб. Історія пневматичного транспортування порівняно недавня. Перша система пневматичних капсул була побудована і продемонстрована в Англії в 1820-х роках Джоном Валлансом (англ. John Vallance). Хоча ще 1810 року цей метод запропонував Джордж Медгерст (англ. George Medhurst), англійський інженер. Перше транспортування твердих речовин у повітрі відбулося порівняно недавно, коли були створені вентилятори для активації першого пневматичного транспортування в 1866 році. Першим широкомасштабним застосуванням пневматичного транспортування було транспортування зерна наприкінці XIX століття. До середини 1920-х років транспортування зерна під негативним (псевдовакуум) і позитивним тиском було загальним явищем. У середині 1920-х років була відкрита технологія псевдозрідження і з того часу практика пневматичного транспортування надзвичайно зросла й охопила широкий спектр твердих частинок.

## Загальний опис

Сипучі матеріали пересуваються у вигляді окремих частинок або суцільною масою при швидкостях газу відповідно 15–35 і 1–10 м/с. Сипучі матеріали, що переміщуються П.т., мають макс. крупність до 80–100 мм (вугілля, концентрати руд, гірничохімічна сировина, глинозем тощо). Вологість переміщуваного матеріалу до 6–10% для великих класів і до 2–3% для дрібних. П.т. матеріалів здійснюється у завислому стані, в аерованій щільній фазі і в поршневому режимі (для штучних вантажів). При турбулентному потоці зі швидкостями, що у 2–5 разів перевищують швидкості витання частинок, П.т. характеризується великими відстанями транспортування (до 1500–2000 м) і продуктивністю до 300 т/год. Розрізнюють низькі (0,1–5,0 кг/кг), середні (5–10 кг/кг) і високі (10–400 кг/кг) значення вагових концентрацій твердого в аеросуміші. 
У поршневому режимі переміщують тістоподібні матеріали й бетонні суміші (окремими пробками), штучні вантажі (пневмопошта), капсули, контейнери (на роликах або повітряній подушці). При цьому у трубопроводі матеріали переміщуються зі швидкостями до 5–15 м/с внаслідок незначної різниці тиску повітря (до 104 Н/м²) перед поршнем і за ним. 
Переваги цього процесу — герметичність транспортних систем, простота, можливість повної автоматизації, хороші санітарно-гігієнічні умови та добре поєднання П.т. з іншими технологічними процесами (наприклад, сушкою, пневматичним збагаченням корисних копалин, подрібненням у струминних млинах і т.д.). Основними частинами установки П.т. є компресори, вентилятори, вакуумні помпи. 
За конструкцією та принципом дії розрізняють всмоктувальні та нагнітальні системи пневмотранспорту. Всмоктувальні установки (рис. 1) включають всмоктувальний наконечник 1, вакуум-помпа 2, трубу 3, вантажовідділювач 4. Вони знаходять широке використання для прибирання у виробничих приміщеннях та пересування стружки та тирси на лісових складах шахт та рудників. Нагнітальні установки (рис. 2) складаються з завантажувального пристрою 1 (живильника), що забезпечує рівномірну подачу вантажу у трубопровід, компресора 2, труби 3 та вантажовідділювача 4. Нагнітальні пневмоустановки використовуються на шахтах для транспортування закладальних матеріалів. Іноді — для підйому на шахтах вугільного дріб’язку. На збагачувальних фабриках їх застосовують для транспортування хроміту, магнетиту та інших руд, що використовуються у процесі збагачення. Нагнітальні установки конструюють низького (до 0,5 • 105 Па), середнього (до 3 • 105 Па) та високого (до 7•105 Па) тиску. Розрідження у всмоктувальних установках може складати до 0,35 • 105 Па. 
У капсульних пневмотранспортних установках (рис. 3) вантаж транспортується у вагонетках 10, що пересуваються у трубі на розташованих радіально колесах. Декілька вагонеток створюють поїзд, на початку та у хвості якого встановлюють приводні вагонетки 11 з прилаштованими ущільнювальними манжетами. Після завантаження на навантажувальній станції 2 під впливом тиску повітря, що створюється завдяки повітродувці 1, поїзд 3 переміщується трубою 4 до розвантажувальної станції 8, звідки порожній поїзд повертається за допомогою повітродувки 9. Для підвищення продуктивності посередині труби створюється роз’їзд з двома стрілками 5 та 7. Використання капсульної пневмотранспортної установки у п'ять разів дешевше за автомобільний транспорт. Інші переваги — велика продуктивність, можливість проходження траси по забудованій місцевості, економічність (при довжині 5–10 км вона економніша за усі відомі види транспорту). Недоліки — складна конструкція кінцевих станцій. У гірничому виробництві капсульний пневмотранспорт може бути використаний для перевезень корисних копалин від шахт до збагачувальних фабрик або породи у відвал. 
Пневмотранспортними установками транспортують сипкі нелипкі вантажі (пісок, щебінь, зерно, цемент та ін.). Продуктивність таких пристроїв досягає 500 т/год, довжина до 700 м. Траса може мати горизонтальні, вертикальні та похилі ділянки, можуть бути влаштовані заокруглення. Переваги П.т.: можливість використання на трасі будь-якої конфігурації з розгалуженнями, високий ступінь автоматизації, значна швидкість виходу вантажу з труби, що зручно під час закладних робіт, здатність до самозавантаження матеріалу всмоктуванням. Недоліки: інтенсивний знос складових елементів, значне подрібнення вантажу та пилоутворення, висока енергомісткість транспортування та значний шум при використанні нагнітальних пристроїв.

## Параметри пневмотранспорту
Питома витрата повітря — кількість повітря, витраченого на переміщення 1 м³ твердого сипкого матеріалу, наприклад, закладального матеріалу в системі пневматичного транспорту гірничих виробок.